# Cylisticus ormeanus
Cylisticus ormeanus är en kräftdjursart som beskrevs av Karl Wilhelm Verhoeff 1930. Cylisticus ormeanus ingår i släktet Cylisticus och familjen Cylisticidae. Inga underarter finns listade i Catalogue of Life.